# Морівська сільська рада
Мо́рівська сільська́ ра́да — адміністративно-територіальна одиниця та орган місцевого самоврядування в Козелецькому районі Чернігівської області. Адміністративний центр — село Морівськ.

## Загальні відомості
- Населення ради: 1 032 особи (станом на 2001 рік)

## Населені пункти
Сільській раді підпорядковані населені пункти:
- с. Морівськ
- с. Отрохи
- с. Рудня

## Склад ради
Рада складається з 12 депутатів та голови.
- Голова ради: Дяченко Микола Володимирович

### Керівний склад попередніх скликань
| Прізвище, ім'я, по батькові  | Основні відомості                                                         | Дата обрання | Дата звільнення |
| ---------------------------- | ------------------------------------------------------------------------- | ------------ | --------------- |
| Дяченко Ганна Миколаївна     | Сільський голова, 1958 року народження, позапартійна                      | 26.03.2006   | 31.10.2010      |
| Дяченко Микола Володимирович | Сільський голова, 1959 року народження, освіта вища, член Партії регіонів | 31.10.2010   |                 |

Примітка: таблиця складена за даними сайту Верховної Ради України

### Депутати
За результатами місцевих виборів 2010 року депутатами ради стали:

#### За суб'єктами висування
| Суб'єкт висування                                       | Кількість обраних депутатів | %    |
| ------------------------------------------------------- | --------------------------- | ---- |
| Партія регіонів                                         | 6                           | 50   |
| Політична партія Всеукраїнське об'єднання «Батьківщина» | 5                           | 41,7 |
| Самовисування                                           | 1                           | 8,3  |

#### За округами
| № округу                                                | Прізвище, ім'я, по батькові      | Дата визнання обраним | Освіта             | Партійна приналежність                        | Відомості про обраного депутата           |
| ------------------------------------------------------- | -------------------------------- | --------------------- | ------------------ | --------------------------------------------- | ----------------------------------------- |
| Партія регіонів                                         |                                  |                       |                    |                                               |                                           |
| 1                                                       | Шорбан Микола Васильович         | 01.11.2010            | середня спеціальна | член Партії регіонів                          | Морівська дільнична лікарня, шофер        |
| 5                                                       | Савчук Надія Петрівна            | 01.11.2010            | середня спеціальна | член Партії регіонів                          | Морівська сільська рада, землевпорядник   |
| 6                                                       | Христалевський Віктор Вікторович | 01.11.2010            | середня            | член Партії регіонів                          | Морівське лісництво, лісник               |
| 7                                                       | Ситник Світлана Анатоліївна      | 01.11.2010            | вища               | член Партії регіонів                          | Морівська загальноосвітня школа, директор |
| 8                                                       | Дяченко Микола Олександрович     | 01.11.2010            | середня            | член Партії регіонів                          | Морівське лісництво, лісник               |
| 9                                                       | Новодаров Іван Олександрович     | 01.11.2010            | середня спеціальна | член Партії регіонів                          | Морівське лісництво, технік               |
| Політична партія Всеукраїнське об'єднання «Батьківщина» |                                  |                       |                    |                                               |                                           |
| 2                                                       | Глибовець Лідія Павлівна         | 01.11.2010            | середня спеціальна | член Всеукраїнського об'єднання «Батьківщина» | Морівська дільнична лікарня, повар        |
| 3                                                       | Савчук Валентина Миколаївна      | 01.11.2010            | середня спеціальна | позапартійна                                  | Морівська сільська рада, бухгалтер        |
| 10                                                      | Скивка Катерина Павлівна         | 01.11.2010            | середня            | позапартійна                                  | пенсіонер                                 |
| 11                                                      | Крупко Ганна Антонівна           | 01.11.2010            | середня            | позапартійна                                  | пенсіонер                                 |
| 12                                                      | Радько Валентина Петрівна        | 01.11.2010            | середня            | член Всеукраїнського об'єднання «Батьківщина» | Морівська пошта, листоноша                |
| Самовисування                                           |                                  |                       |                    |                                               |                                           |
| 4                                                       | Савон Надія Петрівна             | 01.11.2010            | середня спеціальна | член Партії регіонів                          | Морівська сільська рада, секретар         |